# В зимней спячке (фильм)
«В зимней спячке» (нем. Winterschläfer) — фильм 1997 года немецкого кинорежиссёра Тома Тыквера. Премьера фильма состоялась на Международном кинофестивале в Локарно.

## Сюжет
Действие фильма происходит в небольшом альпийском городке во время Рождественских праздников. Переводчица книг Реббека живёт в доме своей подруги Лауры, которая работает медсестрой и выступает в любительских спектаклях. К Реббеке приезжает её бойфренд Марко, работающий инструктором на горнолыжном курорте. Марко оставляет незапертой дверь своего автомобиля и ключ в замке зажигания. Проходящий мимо, киномеханик Рене, садится в машину и выезжает на шоссе. На это же шоссе выезжает фермер Тео, везущий к ветеринару свою лошадь. Судьбы героев начинают драматически переплетаться.

## В ролях
| Актёр            | Роль    |
| ---------------- | ------- |
| Ульрих Маттес    | Рене    |
| Хайно Ферх       | Марко   |
| Флориан Даниэль  | Реббека |
| Мари-Лу Селлем   | Лаура   |
| Йозеф Бирбихлер  | Тео     |
| Себастьян Шиппер | Отто    |
| Лаура Тонке      | Нина    |

В фильме звучат композиция «Untitled #1» американской группы «Spain» и «Fratres» эстонского композитора Арво Пярта.